# Жіноча юніорська збірна Австралії з хокею із шайбою
Жіноча юніорська збірна Австралії з хокею із шайбою — національна жіноча юніорська збірна команда Австралії, яка представляє свою країну на міжнародних змаганнях з хокею із шайбою. Управління збірною здійснюється Австралійською хокейною федерацією.

## Історія
Жіноча юніорська збірна Австралії з хокею із шайбою була створена в 2012. Команда провела свій перший тренувальний табір у вересні 2012 року в Аделаїді, а у січні 2013 року провели черговий навчально-тренувальний збір в Брисбені. Свій перший матч збірна провела 6 грудня 2013 проти збіної Нової Зеландії, рахунок 2:2. Ця гра стала частиною серії матчів з чотирьох товариських матчів між двома збірними. Австралія програла три матчі цієї серії, в тому числі і найбільша поразка 1:5. У грудні 2014 року збірні Австралії та Нової Зеландії провели нову серію з п'яти матчів. Збірна виграла серію, здобувши три перемоги у п'яти матчах, як винагороду отримали Кубок Транс-Тасман. Також здобули найбільшу перемогу 8:1.

## Виступи на чемпіонатах світу
- 2016 — 1 місце (Дивізіон І кваліфікація)
- 2017 — 1 місце (Дивізіон ІВ кваліфікація)
- 2018 — 6 місце (Дивізіон ІВ)
- 2019 — 4 місце (Дивізіон І кваліфікація)
- 2020 — 3 місце (Дивізіон ІІА)
- 2022 — 3 місце (Дивізіон ІІ)
- 2023 — 1 місце (Дивізіон ІІА)
- 2024 — 4 місце (Дивізіон ІВ)
- 2025 — 5 місце (Дивізіон ІВ)